# Basil Williams
Basil John Williams, född 11 mars 1891 i Buenos Aires, Argentina, död 1951 i Surrey, var en brittisk konståkare. Han blev olympisk bronsmedaljör vid olympiska spelen i Antwerpen 1920 i paråkning tillsammans med Phyllis Johnson. Han kom sjua i singel herrar i samma olympiad.